# Каменари
Каменари е село в Северна България. То се намира в община Елена, област Велико Търново.

## География
Село Каменари се намира на около 5 километра източно от село Палици. Разположено е в западния край на красива долина, успоредна на билото на Стара планина, в която тече малката рекичка Тинева, приток на река Стара река. На югоизток от него се намира високият хребет Сиври тепе – 802 метра.

## История
Според предание някога селището било българско. На 7 май 1685 г. в него избухнал бунт против турската власт. Тогава османските поробители се разгневили, избили голяма част от българите, изгорили къщите им, а останалите живи взели в плен като роби. На мястото на българите се заселили турци. След 1900 г. в него се заселват българи и цигани и населението му става смесено.
Старото име на селото е Юруклери. Преименувано е на Юруците на 14 август 1934 г. и на Каменари на 9 февруари 1951
Преброяване на населението през 2011 г.
Численост и дял на етническите групи според преброяването на населението през 2011 г.:
|                     | Численост | Дял (в %) |
| Общо                | 231       | 100,00    |
| Българи             | 117       | 50,64     |
| Турци               | 98        | 42,42     |
| Цигани              | 5         | 2,16      |
| Други               | 0         | 0,00      |
| Не се самоопределят | 0         | 0,00      |
| Неотговорили        | 6         | 2,59      |

## Личности
Родени в Каменари
- Стеф. Косев Чолаков, български революционер от ВМОРО, четник на Лука Иванов[3]

## Обществени институции
Училище в селото е открито твърде късно – в 1923 г. Дотогава децата ходели на училище в село Палици. Училищна сграда е построена в 1945 година.
Местното читалище „Иван Комитов“ е основано през 1976 г. по инициатива на Стефан Г. Генчев от село Палиции, учител в селото. Тогава е построена читалищна сграда. Активни читалищни дейци били Мустафа Адемов и Сюлейман Мустафов.